# 마르쿠스 아틸리우스 레굴루스
마르쿠스 아틸리우스 레굴루스(Marcus Atilius Regulus, 기원전 307년 이전 추정 - 기원전 250년)는 고대 로마의 정치인이자 장군으로 기원전 267년과 기원전 256년에 로마 공화정의 집정관이었다.

## 생애
레굴루스는 기원전 267년에 처음으로 집정관이 되었고, 메사피아인들과 싸웠다. 기원전 256년에 집정관으로 다시 선출된 그는 제1차 포에니 전쟁 (기원전 256년)에서 장군으로 복무하며, 시칠리아섬 인군 에크노무스곶에서 카르타고인들을 해전에서 패배시키고 북아프리카를 공격하여, 기원전 255년 튀니스에서 패배하고 포로로 잡힐때까지 아스피스, 아디스에서 승리를 거뒀다. 강화 조약 협상을 위해 가석방 신분으로 풀려난 그는 로마 원로원에게 강화 조약 제안을 거부할 것을 간청했다고 하며, 그의 사람들의 항의에도, 그의 가석방 조건을 충족시키고 카르타고로 돌아왔고, 로마 전승에 따르면 그는 죽을 때까지 고문을 받았다고 하지만 폴리비우스이 이 사실을 언급하지 않았고 디오도로스 (카르타고에 적대적이던 작가)는 그가 자연적 원인으로 사망했다고 전했다. 그는 사후에 로마인들에게 시민 미덕의 예시로 여겨졌다.

## 가정

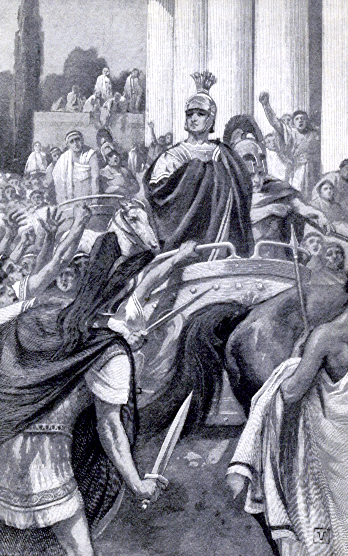
레굴루스 삽화

기원전 294년 동명의 집정관의 아들인 아틸루스 레굴루스는 고대 칼라브리아 가문의 후손이다. 후기 로마 작가들에 의하면, 그는 마르키아 (Marcia)라는 여성과 결혼했는데, 그녀는 남편이 죽었다는 소식을 듣고 몇몇 카르타고인 포로들을 죽을 때까지 고문했다고 한다. 리비우스의 저서에 따르면, 그는 아들 둘과 딸 하나를 두었는데, 두 아들들인 마르쿠스는 기원전 227년에, 가이우스 (갈리아족과 전투 중에 전사)는 기원전 225년에 집정관이 되었다.
형제 또는 친척인 가이우스 아틸리우스 레굴루스는 기원전 257년과 기원전 250년에 집정관 직을 수행했다.

## 같이 보기
- 킨키나투스
- 호라티이
- 대 카토
- 푸블리우스 데키우스 무스

## 참고 자료
- 본 문서에는 현재 퍼블릭 도메인에 속한 브리태니커 백과사전 제11판의 내용을 기초로 작성된 내용이 포함되어 있습니다.

| 이전 푸블리우스 셈프로니우스 소푸스, 아피우스 클라우디우스 루수스 | 로마 공화정의 집정관 기원전 267년 루키우스 율리우스 리보와 함께                 | 이후 데키무스 유니우스 페라, 누메리우스 파비우스 픽토르                        |
| 이전 루키우스 만리우스 불소 롱구스, 퀸투스 카이디키우스           | 로마 공화정의 집정관 (수펙트) 기원전 256년 루키우스 만리우스 불소 롱구스와 함께 | 이후 마르쿠스 아이밀리우스 파울루스, 세르비우스 풀비우스 파이티누스 노빌리오르 |